# 이문석
이문석(1970년 3월 6일 ~ )은 대한민국의 전직 축구 선수 및 축구 지도자이다. 현역 시절 포지션은 수비수였다. 현재 광문 FC U18팀의 감독이다.